# Волейбол на летних Олимпийских играх 2004 (составы, мужчины)
Составы команд, принимавших участие в мужском турнире по волейболу на XXVIII Олимпийских играх в Афинах.

## Австралия
Главный тренер: Хон Уриарте, тренер: Рассел Боржо

## Аргентина
Главный тренер: Альберто Армоа, тренер: Даниэль Нехамкин

## Бразилия
Главный тренер: Бернардиньо, тренер: Рикардо Табак

## Греция
Главный тренер: Стелиос Просаликас, тренер: Михаил Триантафиллидис

## Италия
Главный тренер: Жан Паоло Монтали, тренер: Массимо Даджиони

## Нидерланды
Главный тренер: Берт Гудкоп, тренер: Арнолд ван Ре

## Польша
Главный тренер: Станислав Госьциняк, тренер: Игор Преложный

## Россия
Главный тренер: Геннадий Шипулин, тренер: Борис Колчин

## Сербия и Черногория
Главный тренер: Любомир Травица, тренер: Игор Колакович

## США
Главный тренер: Даг Бил, тренер: Карл Макгоун

## Тунис
Главный тренер: Антонио Джакобб, тренер: Нуреддин Бен Юнес

## Франция
Главный тренер: Филипп Блен, тренер: Глен Хоаг